# Tercera Guerra Samnita
La tercera guerra samnita fou un conflicte armat entre Roma i els samnites entre el 298 aC i el 290 aC.
Només cinc anys després de la segona guerra samnita, la Lliga samnita va formar una aliança amb les ciutats etrusques, amb els umbres, els lucans, sabins i gals sènons i va esclatar la guerra (298 aC) quan un partit dels lucans oposat a l'aliança amb Samni va cridar en ajut a Roma.
Les operacions en aquest cas no es van fer al Samni inicialment; els romans van enviar al cònsol Lluci Corneli Barbat que va sotmetre Lucània però els gals van atacar pel nord aliats als etruscs i umbres i van prevaldre a Sentínum.
El 297 aC els romans van iniciar una nova tàctica i van començar a assolar de forma molt sistemàtica el Samni privant als seus habitants de recursos, cremant collites i matant al bestiar. El 295 aC els romans van obtenir una victòria decisiva a Sentínum, lloc on havien estat derrotats el 297 aC. La mort del general samnita Gal Egnaci, verdader cervell de la coalició i de la guerra, va posar quasi fi al conflicte, però l'esperit indomable dels samnites es va sobreposar. Els etruscs i gals encara resistien, i tot i les victòries romanes a Perusa i Volsinii, els gals van obtenir una victòria notable a Clúsium (Chiusi); però les ciutats etrusques van demanar la pau (394 aC) després de noves derrotes i els fou acordada pel senat per un termini de quaranta anys.
La resistència darrera dels etruscs va permetre als samnites aixecar el cap i el 293 aC amb un nou exèrcit de quaranta mil homes, va iniciar altre cop els atacs, però foren derrotats pels consols Lluci Papiri i Espuri Carvili en dos successives batalles a Aquilònia i Cominium, al sud del país i trenta mil samnites van morir.
El 392 aC el cap samnita Gai Ponci, vencedor a la batalla de les Forques Caudines, va reaparèixer i va derrotar a Quint Fabi Màxim Gurges en una batalla parcial, però fou derrotat després en una de decisiva en la que van morir vint mil samnites i el mateix Ponci fou fet presoner; la pèrdua dels llibres on s'expliquen aquestes campanyes fan que el seu desenvolupament sigui poc conegut. Pontius fou exhibit al triomf de Fabius i després executat.
Els samnites encara van aguantar dos anys però el 290 aC van haver de signar la pau amb el cònsol M. Curi Dentat, esdevenint aliats de Roma a la que haurien de subministrar soldats i materials, el que de fet els equiparava a la resta dels estats sotmesos a Roma que mantenien només una nominal independència.